# 山本コテツ
山本 コテツ（やまもと こてつ、1959年 - ）は、日本の空間プロデューサー、デザイナー。

## 略歴
立教高校、立教大学と進み、大学在学中にPOPEYEのスタッフになる。海外取材を通じて「国際的遊び人」に成長したという。
ディスコトゥーリア（1987年）、ライブハウスMZA有明（1988年）など、飲食店やディスコなどのプロデュースを次々に手掛け、空間プロデューサーと呼ばれた。
近年では石川県七尾市の「辻口博啓美術館 ル ミュゼ ドゥ アッシュ」（2006年）のデザインなどを担当している。

## 著書
- 『山本コテツの凸凹物語』（1988年、マガジンハウス、1986-1987年のPOPEYE連載記事をまとめたもの。ISBN 4838700229）